# 稲生真履
稲生 眞履（いのう まふみ/しんり、天保14年9月29日（1843年10月22日） - 大正14年（1925年）2月1日）は、明治・大正時代の宮内省官僚。通称は潜蔵。
三河国挙母城下の久保町（現・愛知県豊田市久保町）出身。挙母藩の儒者・竹村方斎に師事し、江戸に出てからは加藤張卿に学んだ。
維新後、奈良県庁に就職するが、すぐに宮内省に移り、奈良帝室博物館（現・奈良国立博物館）の学芸員となる。1900年（明治33年）、勲七等瑞宝章を受章。また、東京帝室博物館（現・東京国立博物館）の学芸委員に移り、特に刀剣や書画を始めとする古美術に精通した。
森永製菓を創立した一人である稲生平八とは兄弟であり、三女季子は秋山真之の妻。